# Kaiketsu Zorro
Kaiketsu Zorro (怪傑ゾロ, Extraordinário/Magnífico Zorro) (Brasil: A Lenda do Zorro / Portugal: Zorro) é uma série de anime produzida pela Toho Company (produtora de Cybercops) e animada pela Ashi Production.
Não foi a primeira vez que um anime Kaiketsu Zorro foi planejado. Já em 1982 Hayao Miyazaki tinha esboçado um projecto, mas este nunca foi avante. No entanto, os estúdios Ghibli chegaram a cooperar na realização deste anime.
A realização acabou por ficar a cargo de Katsumi Minoguchi (realizador do remake-sequela de Kimba, o Leão Branco) e teve como co-produtores o canal italiano Mondo TV e o suíço Royal Pictures Company, patrocinios necessários para atingir o objectivo principal da série - o mercado ocidental -, onde o anime conseguiu grande sucesso comparativamente ao país de origem, sendo que apenas 46 episódios foram transmitidos no Japão. Por transmitir ficaram os episódios 43-46 e 48-49.
Foi também concedida liberdade criativa à equipa nipónica de Kaiketsu Zorro na adaptação da história. Exemplos mais evidentes são as características físicas das personagens principais, que foram atualizadas face às versões ocidentais: Diego é loiro com olhos azuis e não moreno com bigode; Bernardo é um criança normal e não um jovem surdo-mudo; Zorro não possui o cavalo negro Tornado, em seu lugar, está Viento, um cavalo branco, essa não foi a primeira produção que o herói aparece com um cavalo branco, no seriado da Republic Pictures Zorro's Fighting Legion de 1939 e na segunda temporada da série de TV da Disney, cavalgou em Fantasma, um cavalo militar. Por outro lado voltaram às origens noutros aspectos, como o caso do Sargento Gonzales. De notar que alguns países alteraram o nome do Srg. Gonzales para Srg. Garcia, por o seu aspecto ter sido inspirado na conhecida série da Disney. No entanto, o verdadeiro nome, quer no anime, quer na história original de Johnston McCulley, é Srg. Gonzales.

## Ficha técnica

### Seiyū
- Don Diego de la Vega/Zorro: Toshihiko Seki
- Lolita: Maria Kawamura
- Bernardo/Little Zorro: Rica Matsumoto
- Sargento Gonzales: Kōzō Shioya
- Nikita: Ikue Ōtani
- Ramon: Jūrōta Kosugi
- Gabriel: Ken'yū Horiuchi
- Fernando: Takehito Koyasu

### Produção
Obra original: Johnston McCulley 

Direcção: Katsumi Minoguchi 

Design de personagens: Hisashi Kagawa 

Guião: Sukehiro Tomita 

Storyboard: Hideki Sonoda, Isao Shizuoka, Takashi Yamada, Yasushi Hirano 

Director de animação: Hirotoshi Takaya 

Animação: Masaaki Endou 

Produtora: The Toho Co., Ltd. corporation 

Produtora de animação: Ashi Production 

Cooperação: Tokyo Kids, Office Tanazawa e Studio Ghibli

### Banda sonora
Compositor: Hiromoto Tobisawa (BGM, Abertura e Encerramento)

Música de abertura: ZORRO (cantado no Japão por Masaaki Endoh, letra de Satomi Arimori)

Música de encerramento: 誓い (romanji: Chikai - pt: Promete-me, cantado no Japão por Masaaki Endoh, letra de Satomi Arimori)
Letra e tradução da canção de abertura "ZORRO"
Zorro kiite kudasai!

Zorro me ouça!
asayake ni somatta kono sora wo aogumachi

Quando olhei para aquela cidade tingida pela manhã brilho de céu
nemuranai jaaku ga iro wo nurikaeru

Esperei por causa da maldade de descanso para repintar suas cores.
sono naka wo jounetsu no kaze ga hashitte

E dentro disso, os ventos da paixão correu.
shizukana jiyuu e to nukete yuku

A posição silenciosamente em direção à liberdade pacífica.
dokoka de dareka ga hikaru ken wo matsu

Em algum lugar, alguém espera por uma espada reluzindo
kirameku ashita wo yumemite

Todo o tempo a sonhar com um futuro brilhante.
dokoka de dareka ga egao torimodosu

Em algum lugar, alguém está trazendo de volta seus sorrisos;
"ZORRO" to yuu moji wo mitsumete

Enquanto olhando para o sinal de "Zorro".
kanashimi ni somatta kokoro wo minogasani

Eu não vou ignorar o meu coração dolorido.
yasashisa to tsuyosa wo ryoute ni kakaete

Estou segurando delicadeza e força em ambas as minhas mãos.
sono michi wo jounetsu no kaze ga hashitte

Os ventos da paixão soprar para esse caminho,
namida ni nureta hi wo keshini kuru

Para extinguir o fogo molhado pelas lágrimas.
dokoka de dareka ga hikaru ken wo motsu

Em algum lugar, alguém espera por uma espada brilhando,
yuuki to seigi wo shinjite

Enquanto acreditar na coragem e justiça.
dokoka de dareka ga mirai torimodosu

Em algum lugar, alguém está ficando para trás no futuro.
"ZORRO" to yuu moji wo mitsumete

Enquanto olhando para o sinal de "Zorro".
dokoka de dareka ga hikaru ken wo matsu

Em algum lugar, alguém espera por uma espada reluzindo
kirameku ashita wo yumemite

Todo o tempo a sonhar com um futuro brilhante.
dokoka de dareka ga egao torimodosu

Em algum lugar, alguém está trazendo de volta seus sorrisos;
"ZORRO" to yuu moji wo mitsumete

Enquanto olhando para o sinal de "Zorro".

Tal como acontece com grande parte dos animes co-produzidos, Kaiketsu Zorro não viu editada a sua Banda Sonora, sendo a única música disponível no mercado a versão acústica da abertura "ZORRO", gravada ao vivo, no álbum Akogi na Futari Tabi Daze!! LIVE ALBUM - Dai 1 Shou de Kageyama Hironobu & Masaaki Endoh. Não obstante, circulam na Web as músicas de abertura e encerramento arranjadas e conduzidas pelo compositor da série, Hiromoto Tobisawa, extraídas directamente da TV e DVD.

## Zorro em Portugal
Em Portugal a série começou a ser gravada em 1996 nos estúdios da Nacional Filmes, foi exibida pela TVI e contou com as vozes de Carlos Macedo,[carece de fontes?] Maria João Luís, Alexandra Sedas, Rui de Sá, Rui Luís Brás e posteriormente de Teresa Madruga e Peter Michael. Deste leque de actores, apenas Carlos Macedo e Alexandra Sedas não dobraram a série de anime Pókemon,[carece de fontes?] também dirigida por Rui de Sá. A tradução e adaptação ficou a cargo de Cristina Bettencourt.

### Dobradores
- Diego Vega* (Zorro) - Carlos Macedo
- Lolita** - Maria João Luís (1.ª Voz), Teresa Madruga (2.ª Voz)
- Bernardo (Pequeno Zorro) - Alexandra Sedas
- Sargento Garcia - Rui Luís Brás (1.ª Voz), Peter Michael (2.ª Voz)
- Tenente Gabriel - Rui de Sá
- Comandante Ramon - Rui Luís Brás (1.ª Voz), Peter Michael (2.ª Voz)
- D. Alexandre Vega*** - Rui de Sá
- D. Carlos (Pai da Lolita) - Rui Luís Brás
- Dª. Catarina (Mãe da Lolita) - Alexandra Sedas
- Maria**** - Maria João Luís (1.ª Voz), Teresa Madruga (2.ª Voz)
- Nikita** - Alexandra Sedas

Direcção de dobragem: Rui de Sá
☆Apesar de maioritariamente referido como Diego Vega, Lolita no primeiro episódio menciona a preposição "de" antes do último nome e Gabriel, no terceiro episódio, o título "Dom", revelando que o nome completo do herói na versão portuguesa é "D. Diego de Vega"
☆☆Dobrado por Teresa Madruga a partir do episódio 21
☆☆☆O nome completo na versão portuguesa é "D. Alexandre de Vega", revelado no primeiro episódio quando Lolita referiu que o seu filho se chamava "Diego de Vega". Apesar disso Diego é constantemente chamado "D. Diego Vega" ou "Diego Vega".
☆☆☆☆ Dobrado por Maria João Luís no episódio 2

### DVDs e outros tipos de média
Kaiketsu Zorro foi primeiramente lançado, em finais dos anos 1990, em formato VHS pela editora Prisvideo, que acabou por não completar a colecção. Mais tarde o primeiro volume A Lenda de Zorro foi redistribuído pela revista TV Mais como segundo lançamento da sua colecção "Clássicos Infantis".
Em Dezembro de 2005, a editora Prisvideo regista o DVD e distribui em Janeiro do seguinte os dois primeiros volumes intitulados A Lenda de Zorro e Zorro: O Herói Inconfundível, com capas semelhantes às das VHS, as quais se tentaram reproduzir, mas com um resultado inexplicavelmente inferior. Em Janeiro de 2007 a Prisvideo lança, o terceiro volume (que já tinha sido registado em há um mês) com o título Zorro: O Cavaleiro da Máscara, que sofreu um melhoramento considerável no design gráfico da capa.
Entretanto, em Agosto de 2008 a distribuidora Filmes Unimundos lança em DVD na sua colecção "Grandes Clássicos de Animação", com dual audio português e inglês, um compacto de episódios, fundidos num único filme animado pela editora alemã WVG Medien. No entanto, as re-dobragens feitas pela equipa Filipe D'Aviz (peça de teatro "Eclipse ao Luar"), João Pedro, Barros, Joana Mamede, Bernardo Henriques e João Grilo tornaram o produto muito aquém dos lançados pela Prisvideo.
A continuidade no lançamento de DVDs da Prisvideo permaneceu no limbo durante quase 3 anos, mas em Setembro de 2009, a editora relança os 3 primeiros DVDs, desta vez numerados e com um novo design na mesma linha de melhoramento, editando ainda o esperado quarto volume Zorro: A Espada Mágica, também numerado e com um design condizente às novas reedições. Com estes lançamentos a editora completou a "Temporada 1 - Parte 1", lançando o respectivo pack à semelhança do que fez com a série Naruto.
Cada DVD contém 3 episódios de 25 minutos, perfazendo um total de 12 episódios editados. Restam apenas 3 packs para completar as duas temporadas de 52 episódios.